# Geen Huygen Schapenham
Geen Huygen Schapenham, (Rotterdam, ca. 1575-1600 – Straat Sunda, 5 november 1625) was een schipper voor de Vereenigde Oostindische Compagnie die als vice-admiraal deelnam aan de expeditie van Jacques l'Hermite en aan een strafexpeditie op Seram.
Hij was een zoon van schipper Huych Geenen Schapenham of Schapenhamel. In 1616 was Geen Huygen Schapenham schipper op de Gouden Leeuw op een reis naar Bantam voor de VOC-Kamer Rotterdam. In 1621 maakte hij met de Gelderland deel uit van een vloot die was uitgestuurd om piraterij in de Middellandse Zee te beteugelen.  Hij steeg snel in rang; hij werd tot vice-admiraal benoemd van de Nassause vloot onder leiding van admiraal Jacques l'Hermite en vertrok op 29 april 1623 vanuit Goeree naar Peru om de Spanjaarden zoveel mogelijk schade toe te brengen. 

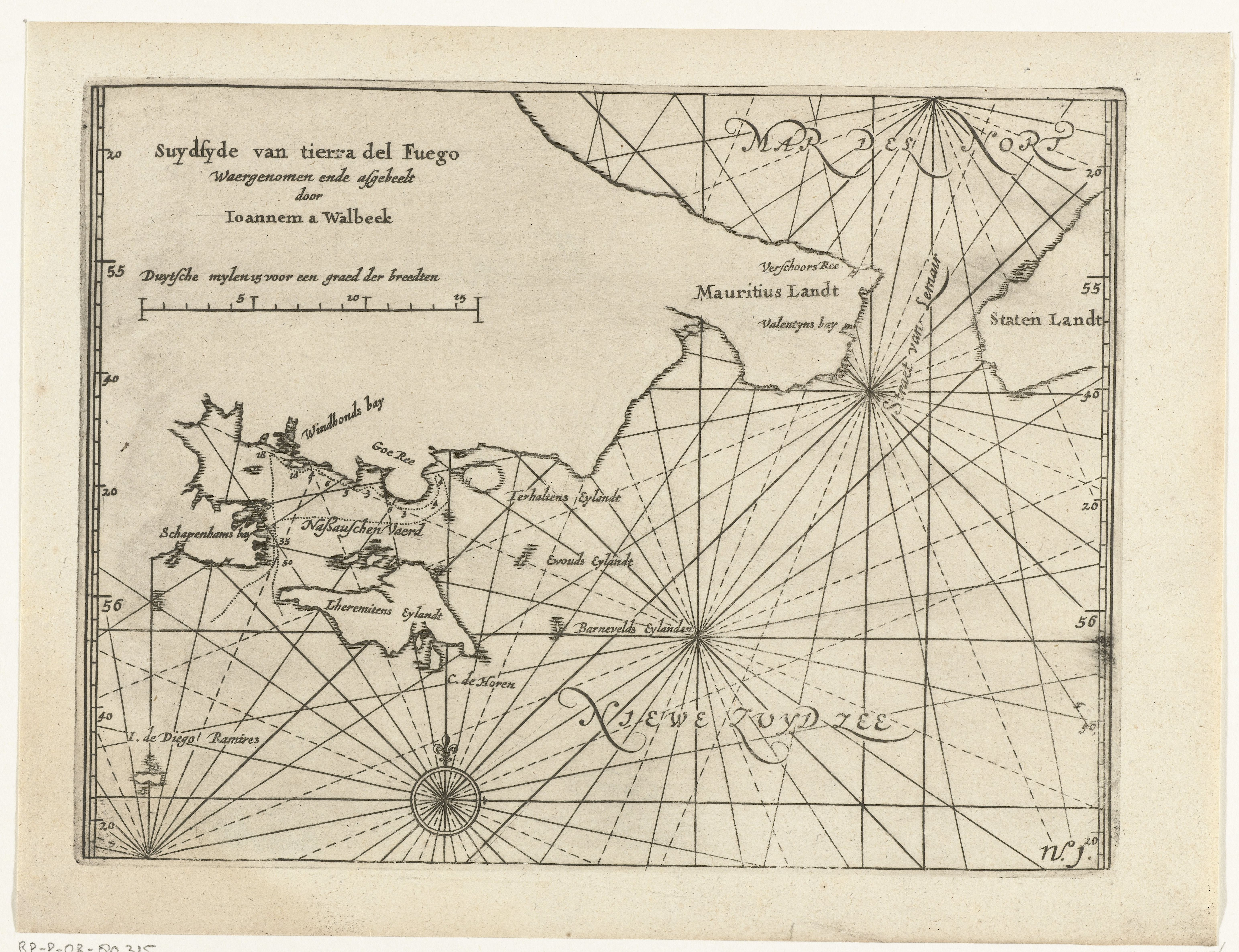
Kaart met de Schapenhamsbaai uit het Iovrnael vande Nassausche vloot, ofte Beschryvingh vande voyagie om den gantschen aerdt-cloot

De vloot passeerde op 24 februari 1624 de Straat Le Maire, maar werd opgehouden door zware stormen en tegenwind. Tijdens deze vertraging werd het zuidelijke deel van Vuurland verkend en kreeg de derde baai, gezien vanuit het zuiden, aan de westelijke oever van de Nassause vaart de naam Schapenhamsbaai. Schapenham stelde ook vast dat de door Jacob le Maire ontdekte Kaap Hoorn geen deel uitmaakte van het vasteland maar een eiland was.
De expeditie van l'Hermite was niet erg succesvol. Een poging om de Spaanse zilvervloot te overvallen mislukte en Jacques l'Hermite overleed op 2 juni 1624 tijdens de blokkade van de haven van Callao de Lima. Op basis van een besloten brief van Prins Maurits werd Schapenham zijn opvolger. Hij bleef tot 14 augustus in de haven van Callao, maar realiseerde zich dat hij in Peru niet veel meer kon bereiken en besloot om koers te zetten naar de Molukken om daar zijn diensten aan te bieden aan de Vereenigde Oostindische Compagnie. Op 6 maart 1625 verscheen hij met 12 schepen, waarvan er 2 waren buitgemaakt, voor de kust van Malayo.
Op verzoek van de gezaghebber van de Molukken, Jacques Lefebvre, vernielde hij de forten Kalimata op Ternate en het fort op het eiland Moti bij Tidore. Vervolgens vertrok hij naar Amboina, waar hij net op tijd was om deel te nemen aan de strafexpeditie tegen de Klein-Serammers, die vielen onder het gezag van Ternate. De strafexpeditie hield in dat kampongs, versterkingen en schepen in brand werden gestoken, maar vooral alle fruit- en kruidnagelbomen werden vernietigd, omdat de verkoop van de kruidnagels onder de afgesproken prijs een van de belangrijkste grieven van de Nederlanders was. Naar schatting zijn bij deze gelegenheid ongeveer 65.000 nagelbomen gekapt of van hun schors ontdaan.
Nadat de vloot klaar was met deze weinig verheffende missie, vertrok ze naar Batavia. Op 28 oktober 1625 kon admiraal Schapenham met de volledig geladen schepen Eendracht en het Wapen van Hoorn terugkeren naar Holland. Hij stierf echter acht dagen later in de Straat Sunda en werd op eiland Pulau Bossoe in de baai van Bantam begraven. Een jaar later werd zijn lichaam overgebracht naar Batavia en op 13 november 1626 plechtig herbegraven in de kerk daar.
- Bibsys: 14020355
- Bibliothèque nationale de France: cb16204277f (data)
- Biografisch Portaal: 14569916
- International Standard Name Identifier: 0000 0000 7962 6284
- Nederlandse Thesaurus van Auteursnamen: 106908901
- Virtual International Authority File: 61149066343365600295